# Rùa cá sấu
Rùa cá sấu hay còn gọi là rùa ngoạm (Danh pháp khoa học: Macrochelys temminckii) là một trong những loài rùa nước ngọt lớn nhất thế giới. Danh pháp temminckii được đặt tên để vinh danh nhà động vật học Hà Lan Coenraad Jacob Temminck. Chi Macrochelys từng được cho là chỉ gồm một loài, các nghiên cứu cho thấy có ba loài riêng biệt: Macrochelys temminckii, Macrochelys suwanniensis, và Macrochelys apalachicolae.

## Phân bố
Loài rùa này phân bố ở vùng Bắc Mỹ, xuất hiện nhiều ở các vùng nước miền Nam Hoa Kỳ. Chúng được tìm thấy từ miền đông của đông Texas đến Florida Panhandle, và phía bắc đến đông nam Kansas, Missouri, miền đông nam Iowa, phía tây Illinois, phía tây Kentucky, và phía tây Tennessee. Do việc buôn bán vật nuôi kỳ lạ và các yếu tố khác loài đã tới châu Á và châu Âu với một trung tâm sinh sản/nghiên cứu tìm thấy ở Nhật Bản.

## Đặc điểm
Loài rùa này có đầu to, bộ hàm cực khỏe, có gờ nhọn sắc,lực cắn 480 kg/inch2 có thể cắn vỡ mai nhiều loài rùa khác để làm thức ăn, mai nhiều gai, cùng vẻ hung dữ, nên chúng thường được gọi là "quái thú rùa". Hình ảnh chúng gợi đến loài khủng long thời xưa. Mai của chúng có 3 hàng gai. Những hàng gai này chứa rất rất nhiều đầu dây thần kinh nhạy cảm. Có báo cáo chưa được kiểm chứng về con rùa nặng 183 kg ở Kansas năm 1937, nhưng một trong những mẫu vật lớn nhất có kiểm chứng gây tranh cãi.
Ở bể sinh vật cảnh Shedd Chicago là một con rùa 16 năm tuổi cân nặng 113 kg, được gửi đến bể cá cảnh bang Tennessee. Một con khác cân nặng 107 kg tại sở thú Brookfield ở ngoại ô Chicago. Chúng thường không phát triển đến kích thước lớn, trung bình con trưởng thành có cái mai rùa dài khoảng 40,4 đến 80,8 cm (15,9 đến 31,8 in) với khối lượng 68 đến 80 kg (150 đến 176 lb). Con đực thường lớn hơn con cái. Trong số các loài rùa nước ngọt còn sinh tồn, chỉ có các loài rùa mai mềm (ba ba) trong chi Chitra, Rafetus, và Pelochelys có thể vượt qua về kích thước.

## Sinh sản và vòng đời

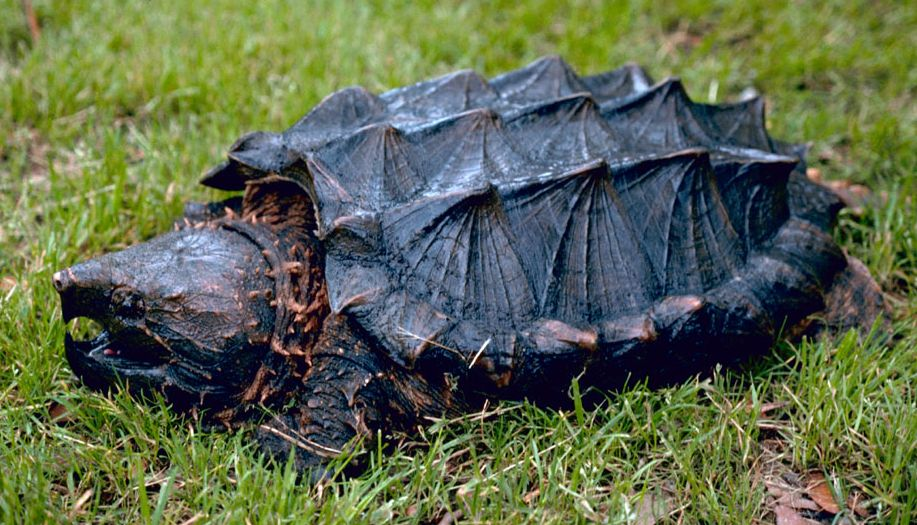
Rùa cá sấu

Loài này đặt độ tuổi thành thục khi khoảng 12 tuổi. Giao phối xảy ra vào đầu năm. Con cái xây tổ, hai tháng sau nó đẻ vào đó khoảng 10–50 trứng. Giới tính con non phụ thuộc vào nhiệt độ tổ. Thời gian ấp từ 100 tới 140 ngày, và trứng nở vào đầu mùa thu. Tuổi thọ của cá thể tự nhiên còn là ẩn số, rùa cá sấu được cho là sống tới 200 năm, nhưng từ 80 tới 120 năm thì có lẽ đúng hơn. Chúng thường sống từ 20 tới 70 năm khi bị nuôi nhốt.